# Asma Khalifa
Asma Khalifa é uma activista da paz e dos direitos das mulheres da Líbia que trabalhou na Líbia, Iémene e Síria. Ela ganhou o Prémio da Paz do Luxemburgo em 2016 e foi nomeada como um dos 100 jovens africanos mais influentes de 2017 pelo Africa Youth Awards.

## Carreira
Asma Khalifa nasceu em Zuara e é de origem amazigue (berbere). Ela já trabalhava em questões de direitos das mulheres antes de 2011, quando se envolveu no trabalho com jovens. Desde 2014, ela tem-se concentrado mais no processo de paz na Líbia, na Síria e no Iémene. O seu trabalho na Líbia incluiu a melhoria da participação das mulheres no governo local e a luta contra a violência baseada no género. Khalifa também trabalhou como consultor para uma organização não-governamental líbia em um projeto de combate ao casamento infantil e é instrutora do projeto Young Peace-builders, desenvolvido por Tripoli Good. Ela documentou a violência sexual na Síria e está entrevistando mulheres refugiadas numa pesquisa para um livro sobre o lado humano da crise de refugiados. No Iémene, Khalifa trabalhou para investigar e pesquisar ataques aéreos.
Khalifa foi co-fundadora do Tamazight Women Movement, um think tank e grupo de campanha pela igualdade de género para as mulheres indígenas do norte da África. Ela está em fase de pesquisa para um mestrado em artes em paz e estudos de conflito. Ela recebeu o Prémio da Paz do Luxemburgo pela Fundação Schengen pela Paz, em 25 de maio de 2016, pelo seu trabalho para promover a paz e a resolução de conflitos. Khalifa foi nomeada pelo Africa Youth Awards como um dos 100 jovens africanos mais influentes de 2017. Em 2016-17, ela foi consultora da Fundação Friedrich Ebert e estava a receber instrução sobre a construção da paz.